# Хантерстаун (Пенсилванија)
Хантерстаун (енгл. Hunterstown) насељено је место без административног статуса у америчкој савезној држави Пенсилванија.

## Демографија
По попису из 2010. године број становника је 547.
| Група             | 2000.    | 2010.       |
| Белци             | 0 (0,0%) | 455 (83,2%) |
| Афроамериканци    | 0 (0,0%) | 8 (1,5%)    |
| Азијати           | 0 (0,0%) | 2 (0,4%)    |
| Хиспаноамериканци | 0 (0,0%) | 71 (13,0%)  |
| Укупно            | 0        | 547         |